# Empis brevirostris
Empis brevirostris är en tvåvingeart som beskrevs av Macquart 1850. Empis brevirostris ingår i släktet Empis och familjen dansflugor. Inga underarter finns listade i Catalogue of Life.